# جيمس دي. ماكدونالد
جيمس دي. ماكدونالد (بالإنجليزية: James D. Macdonald)‏ (22 فبراير 1954، وايت بلينس في الولايات المتحدة)؛ كاتب للأطفال، مؤلف، كاتب وروائي أمريكي.